# Robert Bruce, VI signore di Annandale
Robert de Brus, meglio noto come Robert Bruce, VI signore di Annandale (Writtle, 11 luglio 1243 – Holme Abbey, 15 marzo 1304), è stato un nobile e cavaliere medievale scozzese.
Fra i feudatari più importanti delle isole britanniche, oltre al titolo primario era anche conte di Carrick jure uxoris e signore di Tottenham, Writtle e Hatfield Broad Oak. Partecipò a numerosi conflitti, fra i quali la seconda guerra dei baroni, la nona crociata e la prima guerra d'indipendenza scozzese, sempre al seguito di re Edoardo I d'Inghilterra, di cui fu per lungo tempo uno dei vassalli più fedeli.
Le sue politiche, soprattutto matrimoniali, furono fondamentali per far ascendere il clan Bruce al potere, con il figlio suo omonimo che divenne re di Scozia due anni dopo la sua morte (anche se, a differenza sua, non si sottomise mai all'autorità inglese). Personaggio storico altrimenti poco considerato dalla storiografia, nel 1995 venne rappresentato per la prima volta al cinema nel film di Mel Gibson Braveheart - Cuore impavido (interpretato da Ian Bannen), che ne diede un ritratto solo parzialmente corretto.

## Biografia

### Origini

#### Famiglia
Primogenito ed erede di Robert Bruce, V signore di Annandale e della sua prima moglie Isabella di Clare, figlia di Gilberto conte di Gloucester ed Hertford , Robert Bruce appartenne alla più alta nobiltà sia inglese che scozzese, discendendo sia da Davide I di Scozia che da Enrico I d'Inghilterra.
Non c'è unanimità sulle circostanze della sua nascita, ma è probabile che sia avvenuta nell'estate 1243 nelle tenute inglesi della famiglia a Writtle, nell'Essex, di proprietà materna, dove poi risiedette spesso durante la sua vita. Pare invece che trascorresse la maggior parte dell'infanzia in Scozia, dove assieme alla madre e ai fratelli gestiva i possedimenti paterni.

#### Giovinezza in guerra

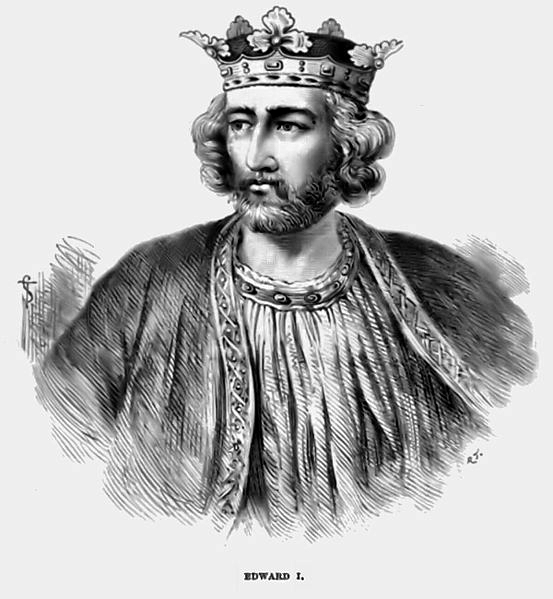
Edoardo I d'Inghilterra, sovrano al quale fu sempre legato.

Nel 1264 Robert Bruce, V signore di Annandale fu catturato, insieme ad Enrico III d'Inghilterra, a Riccardo di Cornovaglia e al futuro Edoardo I d'Inghilterra, nella battaglia di Lewes, nel Sussex, dai baroni inglesi ribelli; il figlio, scampato all'evento, in agosto si recò allora a sud per negoziare i termini del rilascio del genitore con suo zio Bernard e il cugino Gilberto di Clare, entrambi sostenitori del capo ribelle Simone V di Montfort. Dopo la battaglia di Evesham nell'agosto del 1265 sia Robert Bruce che suo padre trassero profitto dal sequestro dei possedimenti dei baroni ribelli, compresi quelli dello zio Bernard, ampliando notevolmente i propri domini. Il giovane acquisì quindi, per essere rimasto fedele ad Enrico III, terre nello Yorkshire, nel Northumberland e nel Bedfordshire.
Bruce e suo fratello minore Richard ricevettero lettere di protezione, nel luglio 1270, per salpare con il principe Edoardo per l'imminente crociata, dopo che avevano giurato di recarsi in Terrasanta a Northampton nel 1268. A loro si unì anche il padre, ma è incerto quanto si trattennero effettivamente in Oriente. È probabile che almeno il giovane Robert fosse nuovamente in Inghilterra già nell'ottobre 1271, quando fu il beneficiario di un trasferimento di proprietà a Writtle. Ciò sarebbe stato possibile solo se Robert Bruce VI fosse stato uno degli accompagnatori di Enrico di Cornovaglia, assassinato a Viterbo da Guido e Simone VI di Montfort nel marzo 1271, incaricandosi quindi di riportare il suo corpo in patria.

### L'ascesa dei Bruce

#### Conte di Carrick

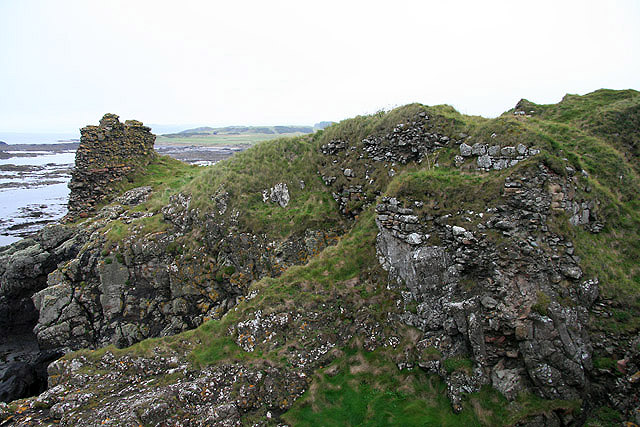
Rovine del castello di Turnberry, antica dimora dei conti di Carrick prima e dei Bruce poi.

Anche le circostanze sul suo primo matrimonio sono incerte. Una leggenda successiva narra che, quando Robert stava partecipando alla nona crociata, il suo compagno d'arme Adamo di Kilconquhar cadde ad Acri e che proprio Robert dovette tornare indietro per dare la triste notizia alla sua vedova, la potente feudataria Marjorie, contessa di Carrick. Secondo il racconto Marjorie s'infatuò a prima vista di Robert Bruce e lo tenne prigioniero fino a quando egli non accettò di sposarla, cosa che fece nel 1271. Ci sono tuttavia molti dubbi su questa storia, soprattutto sul fatto che Robert Bruce VI si sia mai effettivamente recato in Oriente.
Una seconda versione vuole che Bruce e la contessa si fossero incontrati per caso, mentre egli era a caccia nelle sue terre, e che lei l'avesse obbligato a sposarla dopo un prolungato soggiorno nel suo castello di Turnberry. Una terza teoria afferma invece che Robert Bruce VI tornò in breve tempo dalla Terrasanta proprio al fine di sposare la contessa, poiché uno dei pochi a conoscenza della sua novella vedovanza e quindi ansioso di trarne vantaggio.
Entro il 1272 il matrimonio con Marjorie era comunque stato celebrato con certezza, e Robert Bruce VI era divenuto conte di Carrick per diritto della moglie. Non avendo chiesto il consenso reale al sovrano Alessandro III di Scozia, la contessa perse temporaneamente il suo castello e i suoi feudi, ma li riottenne dopo aver pagato una multa. La coppia riacquisì in breve tempo il favore reale e i Bruce divennero così una delle famiglie più potenti della Scozia; nello stesso periodo infatti Robert VI aveva ereditato le terre inglesi della madre, nel frattempo morta, divenendo così vassallo del re d'Inghilterra.

#### Conflitto con la matrigna
Nel 1273 suo padre, dopo la morte della prima moglie, sposò Christina de Ireby, già due volte vedova; il matrimonio portò una ricca dote ai Bruce, tra cui nuove proprietà nel Cumberland, dove in seguito Robert VI divenne anche sceriffo.
Sembra che il giovane Robert e la matrigna non andassero d'accordo, tanto che egli tentò di non concederle le terre della controdote dopo la morte di suo padre nel 1295, e addirittura i due finirono a processo dopo le pretese della donna su molte delle proprietà del defunto marito. Il processo infine si risolse il 29 agosto 1296 con un compromesso: Bruce rimase proprietario di Tottenham e Writtle, principali feudi inglesi del clan Bruce, mentre Christina ottenne il castello di Baddow e numerose terre nell'Essex.

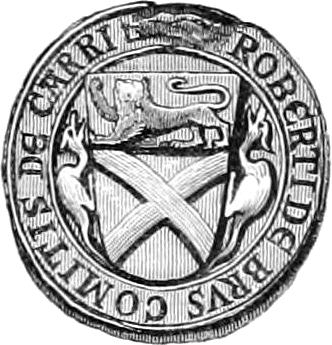
Stampa ottocentesca del sigillo di Robert Bruce VI (1285 circa):.

(Dicitura sul sigillo)

#### Tra Scozia e Inghilterra
Durante il secondo matrimonio paterno Robert Bruce preferì rimanere a sud, amministrando i possedimenti inglesi del clan. In questo periodo divenne particolarmente vicino al nuovo re Edoardo I, essendo anche inviato e portavoce di Alessandro III presso la corte inglese, e nel 1278 proprio Robert giurò fedeltà ad Edoardo a Westminster per conto di Alessandro. Negli anni successivi seguì Edoardo nelle sue numerose campagne militari, come quella in Guascogna, ottenendo dal re anche dei prestiti.
Nel 1281 era parte della delegazione scozzese nelle Fiandre per negoziare con Guido di Dampierre il matrimonio di sua figlia Margherita con Alessandro, principe ereditario di Scozia. Le trattative andarono a buon fine e la coppia si sposò il 14 novembre 1282 a Roxburgh. L'anno successivo partecipò, assieme al fratello Richard, alle campagne gallesi di Edoardo I e nel giugno 1283 venne convocato a Shrewsbury per assistere al processo contro il capo gallese Dafydd ap Gruffydd.
Nel febbraio 1284 partecipò ad un concilio a Scone, dove fu riconosciuto il diritto di successione al trono di Scozia della nipote di Alessandro III Margherita di Norvegia, unica discendente ancora in vita del re. Dal 1286 cominciò ad essere affiancato negli atti ufficiali anche dal figlio ed erede Robert; nello stesso anno fu uno dei firmatari del patto di Turnberry, con cui il clan Bruce cercava di rafforzare le proprie alleanze in vista delle lotte di potere successive all'estinzione del casato dei Dunkeld dopo la morte di Alessandro III. Tra il 1289 e il 1290 si trovava a Brigham, dove assieme ad altri conti e vescovi diede il suo assenso al fidanzamento tra Margherita e il principe Edoardo (futuro re Edoardo II d'Inghilterra).

### La guerra in Scozia

#### Conflitto con Balliol
Nel 1290 Bruce sostenne suo padre nella Grande Causa: dopo la morte della piccola regina Margherita infatti il trono di Scozia era rimasto vacante e si erano fatti avanti numerosi pretendenti per reclamarlo; i Bruce erano tra questi, in quanto remoti discendenti dei Dunkeld. Venne chiamato come arbitro della contesa Edoardo I d'Inghilterra, il quale, nonostante la sua alleanza coi Bruce, assegnò la corona a John Balliol, loro lontano parente e rivale.

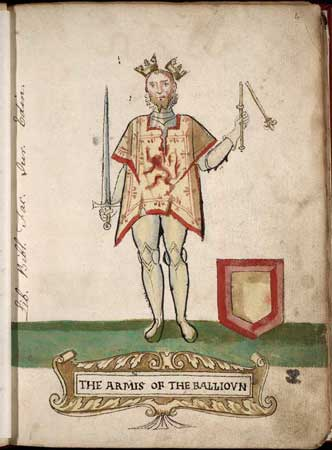
Illustrazione di re Giovanni di Scozia, simbolicamente con corona e scettro spezzati per rappresentare la debolezza della sua autorità e la sconfitta contro Edoardo I.

L'anno successivo rinnovò la sua fedeltà a Edoardo I, come segno di buona volontà. Poco dopo morì sua moglie Marjorie, mentre suo padre, ormai anziano, rinunciò alla signoria di Annandale in suo favore, presumibilmente per evitare di dover giurare fedeltà al suo nemico Balliol. All'acquisizione del titolo primario Robert Bruce VI rinunciò alla contea di Carrick, che passò formalmente al suo figlio primogenito Robert VII il 27 ottobre 1292. Pochi giorni dopo il padre gli lasciò anche la propria pretesa al trono di Scozia, in modo che potesse esercitarla in un prossimo futuro.
Nel 1293, deciso anch'egli a non piegarsi all'autorità di Balliol, salpò per Bergen, in Norvegia, per il matrimonio di sua figlia Isabel Bruce con re Eirik II, già genero di Alessandro III di Scozia e padre della piccola regina Margherita, pretendente a sua volta nella Grande Causa. In questo modo Bruce, messo quasi in condizione di esilio, cercava nuove alleanze per rinforzare il proprio reclamo al trono. La dote della figlia per il matrimonio, giunta via nave il 25 settembre, era composta da mobili pregiati, abiti preziosi, piatti, corone e altri monili.
Nello stesso periodo, probabilmente perché ancora assente dalla Gran Bretagna, ricevette da Edoardo I una multa per non aver svolto i suoi doveri di sceriffo del Cumberland.

#### I Bruce in guerra
Entro il 1294 era già rientrato in Scozia e il 1º settembre si trovava a Portsmouth per partecipare ad una spedizione di Edoardo I in Francia. Nel maggio 1295 suo padre morì e il 4 giugno Bruce giurò fedeltà a Edoardo I ma non a John Balliol. Venne convocato dal parlamento inglese come "Lord Brus" e il 6 ottobre fu nominato connestabile e custode del castello di Carlisle, posizione che suo padre aveva precedentemente ricoperto.
Il conflitto con Balliol si esacerbò in seguito al suo rifiuto di presentarsi a corte e, di conseguenza, Annandale venne requisita dal re di Scozia e data a John Comyn il Rosso, signore di Badenoch. Le altre sue proprietà tuttavia non vennero confiscate per via della sua vicinanza a Edoardo I, e la stessa Annandale venne riconquistata in breve tempo dagli inglesi per suo conto. Nel gennaio 1296 venne convocato per assistere re Edoardo a Salisbury, mentre il 26 marzo la sua guarnigione respinse un attacco guidato da John Comyn contro il castello di Carlisle.
Il 28 aprile Robert Bruce rinnovò la sua fedeltà a Edoardo I, combattendo per lui, con i propri seguaci, alla battaglia di Dunbar. Con John Balliol ormai in guerra con l'Inghilterra, provò a far supportare la propria pretesa al trono da re Edoardo, che tuttavia palesò le sue intenzioni di annessione verso la Scozia e respinse con sprezzo le sue richieste.
(Risposta di Edoardo I d'Inghilterra, che usa il plurale maiestatis, a Robert Bruce, VI signore di Annandale, strutturata come un'arguta filastrocca in lingua normanna.)
Deluso, il signore di Annandale si ritirò quindi nelle sue proprietà nell'Essex.

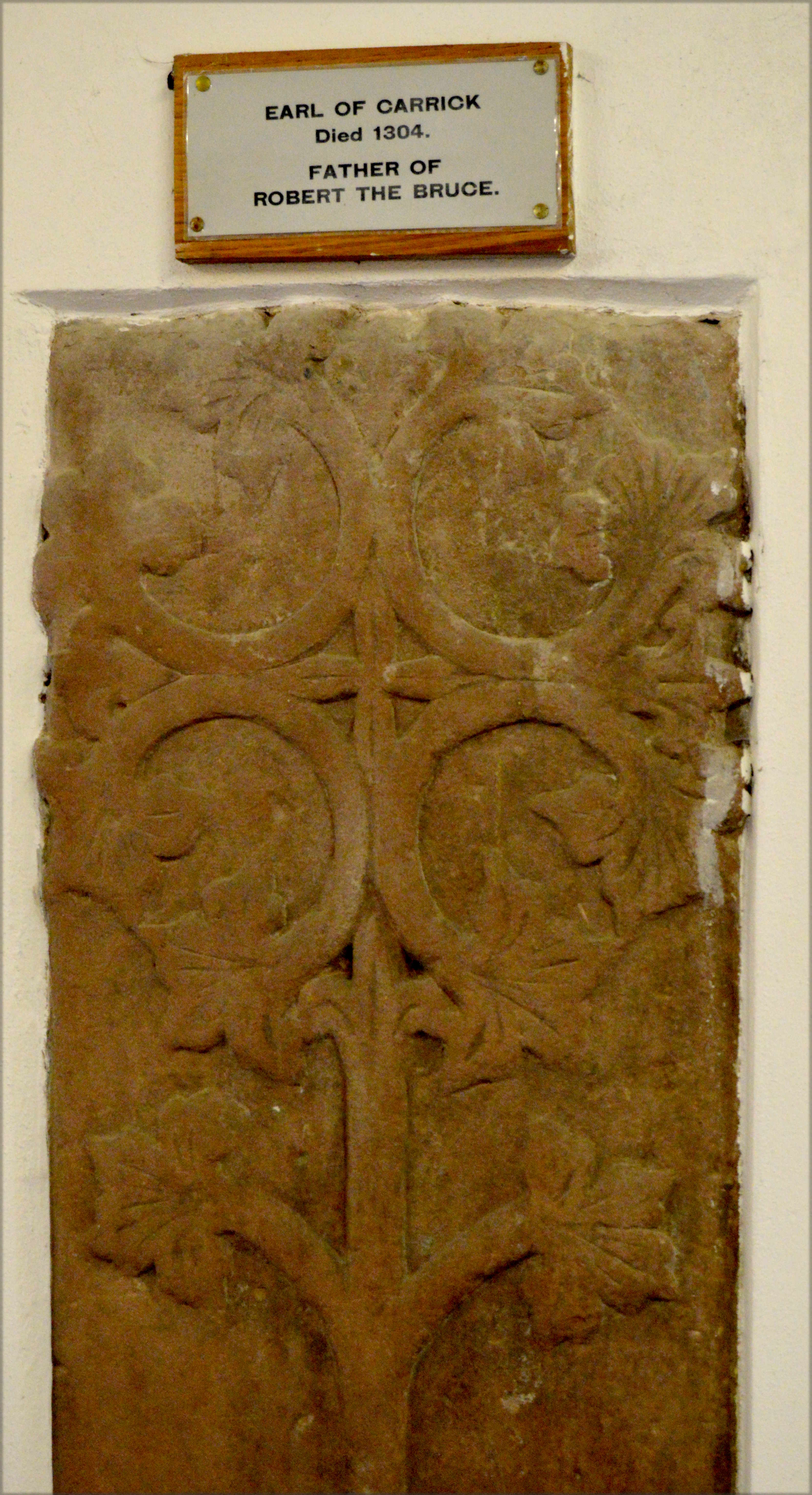
Lastra funeraria di Robert Bruce padre, conservata ad Abbeytown, in Cumbria.

#### Padre contro figlio
Il suo erede (futuro re Roberto I di Scozia) si dimostrò molto meno fedele del padre ad Edoardo e combatté nella prima guerra d'indipendenza scozzese dalla parte degli insorti. Le sue azioni rischiavano di compromettere la posizione del padre a corte e, soprattutto, le vaste proprietà inglesi della famiglia.
Già nel 1297 Robert Bruce VI si era speso a favore della pace, raggiunta (seppur solo temporaneamente) con un accordo presso il Loch Irvine (prosciugato dalla fine del XVIII secolo). La repentina ripresa delle ostilità fu deleteria per i Bruce, che nel 1298 videro sequestrate una prima volta le loro proprietà inglesi. Fu solo nel 1302 che il giovane conte di Carrick si sottomise apertamente a Edoardo I, probabilmente sotto la pressione del padre, che non voleva vedere dilapidate le fortune della famiglia: le tenute inglesi erano infatti assai più proficue di quelle scozzesi (340 sterline annue contro appena 150) e la loro perdita avrebbe comportato un serio danno economico per i Bruce. Edoardo I mantenne comunque vaghi i termini della pace con Robert VII, al fine di tenerlo sotto controllo.

#### Ultimi anni e morte
Dopo la morte di Marjorie, Robert VI si risposò altre due volte. Nel tardo 1295 convolò a nozze con Matilda FitzAlan, sorella di Richard FitzAlan, VIII conte di Arundel e già vedova del cavaliere Philip Burnell, ma i due divorziarono poco dopo per la volontà di Bruce di sposarsi con una tale Eleanor. La terza moglie, molto più giovane di lui, rimase però in breve tempo vedova e morì molto dopo il defunto marito, all'incirca a metà del 1331.
Non lasciò più l'Inghilterra, venendo nuovamente convocato dal parlamento a Salisbury nel 1297. Durante la Pasqua del 1304, mentre stava finalmente tornando ad Annandale, morì nel corso del viaggio e venne sepolto nell'abbazia di Holme Cultram, nel Cumberland. Del suo sepolcro, oggi perduto, resta unicamente la lastra tombale.
Senza più il padre a fare da paciere, Robert Bruce figlio, ormai a capo del clan e della fazione anti-inglese, fu libero di sfruttare la propria pretesa al trono, e ciò comportò la perdita definitiva delle proprietà inglesi della famiglia.

## Discendenza
La sua prima moglie fu Marjorie, Contessa di Carrick, figlia ed erede di Niall, conte di Carrick, una delle principali feudatarie gaeliche del regno, padrona della gran parte degli attuali Ayrshire e Dumfriesshire. La coppia ebbe dieci figli:
- Isabel Bruce (1272-1358), regina consorte di Norvegia in quanto seconda moglie di re Eirik II;
- Mary Bruce (1273-1323), sposata prima a Neil Campbell e poi ad Alexander Fraser;
- Robert Bruce, VII signore di Annandale (1274-1329), poi re Roberto I di Scozia;
- Christina Bruce (1278-1357), moglie del Guardiano di Scozia Andrew Murray;
- Nigel Bruce (1279-1306), giustiziato da Edoardo I d'Inghilterra per aver supportato il fratello;
- Edward Bruce (1280-1318), re d'Irlanda;
- Thomas Bruce (1284-1307), giustiziato da Edoardo I d'Inghilterra per aver supportato il fratello;
- Alexander Bruce (1285-1307), giustiziato da Edoardo I d'Inghilterra per aver supportato il fratello;
- Matilda Bruce (?-1324), moglie del conte Hugh de Ross;
- Margaret Bruce (?-?), sposata a William Carlyle.

Un'undicesima figlia (secondo alcuni di nome Elizabeth Bruce) potrebbe essere semplicemente un'errata identificazione di Martha di Kilconquhar, figlia di primo letto della contessa Marjorie. Anche di una dodicesima figlia il cui nome è andato perduto è stata messa in dubbio l'esistenza.
Non ebbe figli né dalla sua seconda moglie Matilda FitzAlan né dalla sua terza Eleanor.

## Ascendenza
|                                          |                                          |                                            | Genitori                                |  |  | Nonni |  |  | Bisnonni                                |  |  | Trisnonni                             |  |
|                                          |                                          |                                            |                                         |  |  |       |  |  | William Bruce, III signore di Annandale |  |  | Robert Bruce, II signore di Annandale |  |
|                                          |                                          |                                            |                                         |  |  |       |  |  | William Bruce, III signore di Annandale |  |  | Robert Bruce, II signore di Annandale |  |
|                                          |                                          | Eufemia                                    |                                         |  |  |       |  |  | William Bruce, III signore di Annandale |  |  |                                       |  |
| Robert Bruce, IV signore di Annandale    |                                          |                                            |                                         |  |  |       |  |  | William Bruce, III signore di Annandale |  |  |                                       |  |
|                                          |                                          | Christina                                  | …                                       |  |  |       |  |  |                                         |  |  |                                       |  |
|                                          |                                          | Christina                                  | …                                       |  |  |       |  |  |                                         |  |  |                                       |  |
|                                          |                                          | Christina                                  | …                                       |  |  |       |  |  |                                         |  |  |                                       |  |
| Robert Bruce, V signore di Annandale     |                                          | Christina                                  |                                         |  |  |       |  |  |                                         |  |  |                                       |  |
|                                          |                                          | Davide di Huntingdon                       | Enrico di Scozia                        |  |  |       |  |  |                                         |  |  |                                       |  |
|                                          |                                          | Davide di Huntingdon                       | Enrico di Scozia                        |  |  |       |  |  |                                         |  |  |                                       |  |
|                                          |                                          | Davide di Huntingdon                       | Ada de Warenne                          |  |  |       |  |  |                                         |  |  |                                       |  |
| Isobel di Huntingdon                     |                                          | Davide di Huntingdon                       |                                         |  |  |       |  |  |                                         |  |  |                                       |  |
|                                          |                                          | Matilda di Chester                         | Ugo di Kevelioc                         |  |  |       |  |  |                                         |  |  |                                       |  |
|                                          |                                          | Matilda di Chester                         | Ugo di Kevelioc                         |  |  |       |  |  |                                         |  |  |                                       |  |
|                                          |                                          | Matilda di Chester                         | Bertrada di Montfort                    |  |  |       |  |  |                                         |  |  |                                       |  |
| Robert Bruce, VI signore di Annandale    |                                          | Matilda di Chester                         |                                         |  |  |       |  |  |                                         |  |  |                                       |  |
|                                          | Riccardo di Clare, III conte di Hertford | Ruggero di Clare, II conte di Hertford     |                                         |  |  |       |  |  |                                         |  |  |                                       |  |
|                                          | Riccardo di Clare, III conte di Hertford | Ruggero di Clare, II conte di Hertford     |                                         |  |  |       |  |  |                                         |  |  |                                       |  |
|                                          | Riccardo di Clare, III conte di Hertford | Matilda de Saint-Hilaire                   |                                         |  |  |       |  |  |                                         |  |  |                                       |  |
| Gilberto di Clare, V conte di Gloucester | Riccardo di Clare, III conte di Hertford |                                            |                                         |  |  |       |  |  |                                         |  |  |                                       |  |
|                                          |                                          | Amice di Gloucester                        | Guglielmo di Gloucester                 |  |  |       |  |  |                                         |  |  |                                       |  |
|                                          |                                          | Amice di Gloucester                        | Guglielmo di Gloucester                 |  |  |       |  |  |                                         |  |  |                                       |  |
|                                          |                                          | Amice di Gloucester                        | Havise de Beaumont                      |  |  |       |  |  |                                         |  |  |                                       |  |
| Isabella di Clare                        |                                          | Amice di Gloucester                        |                                         |  |  |       |  |  |                                         |  |  |                                       |  |
|                                          |                                          | Guglielmo il Maresciallo                   | Giovanni il Maresciallo (1105-1165)     |  |  |       |  |  |                                         |  |  |                                       |  |
|                                          |                                          | Guglielmo il Maresciallo                   | Giovanni il Maresciallo (1105-1165)     |  |  |       |  |  |                                         |  |  |                                       |  |
|                                          |                                          | Guglielmo il Maresciallo                   | Sibilla di Salisbury                    |  |  |       |  |  |                                         |  |  |                                       |  |
| Isabella di Pembroke                     |                                          | Guglielmo il Maresciallo                   |                                         |  |  |       |  |  |                                         |  |  |                                       |  |
|                                          |                                          | Isabella di Clare, IV contessa di Pembroke | Riccardo di Clare, II conte di Pembroke |  |  |       |  |  |                                         |  |  |                                       |  |
|                                          |                                          | Isabella di Clare, IV contessa di Pembroke | Riccardo di Clare, II conte di Pembroke |  |  |       |  |  |                                         |  |  |                                       |  |
|                                          |                                          | Isabella di Clare, IV contessa di Pembroke | Eva MacMurrough                         |  |  |       |  |  |                                         |  |  |                                       |  |
|                                          |                                          | Isabella di Clare, IV contessa di Pembroke |                                         |  |  |       |  |  |                                         |  |  |                                       |  |

## Nella cultura di massa
Robert Bruce compare come antagonista secondario nel film di Mel Gibson Braveheart - Cuore impavido del 1995, interpretato da Ian Bannen. Viene rappresentato inaccuratamente come un lebbroso e l'artefice della cattura di William Wallace a Edimburgo; tuttavia egli morì nel 1304, un anno prima dell'effettiva presa di William Wallace, avvenuta il 3 agosto 1305 per mano di John de Menteith a Glasgow. Inoltre, il signore di Annandale sarebbe stato totalmente estraneo all'imprigionamento in quanto residente stabilmente in Inghilterra e, benché sempre sostenitore degli inglesi, ormai alieno alla politica interna scozzese. In Outlaw King - Il re fuorilegge, diretto da David Mackenzie, è invece interpretato da James Cosmo, attore anche in Braveheart - Cuore impavido col ruolo del Vecchio Campbell.